# Ali al-Hadi
Pour les articles homonymes, voir al-Hadi.
`Alî ben Muhammad al-Hâdî (arabe : علي بن محمد الهادي, Hâdî paisible) ou `Alî pesar Muhammad Naqî (persan : علی پسر محمد نقی, Naqî pur) (8 septembre 828 à Médine - 1er juillet 868 à Samarra) est le dixième imam chiite duodécimain et alaouite. La période de l'imamat de l'Imam Ali an-Naqi correspond à l'époque du déclin de l'empire abbasside.

## Biographie
Nom : Ali - Titre : al-Naqi (Le Pur) et al-Hadi (Le Guide) - Surnom : Abul Hasan
Il est surnommé Naqi en raison de sa noblesse d'esprit et Hâdi parce qu'il est considéré comme le guide de l'humanité. Son père, Muhammad at-Taqi, était le neuvième imam des chiites, et sa mère est Bibi Summana Khatoon. Sa mère était une femme d'origine nord-africaine.
Le dixième Imam était contemporain de sept calife Abbassides : Ma'mûn, Mu'tasim, Wâthiq, Mutawakkil, Muntasir, Musta'in et Mu'tazz. Ce fut sous le règne de Mu'tasim que son noble père mourut empoisonné à Bagdad. A ce moment, Ali Ibn Mohammad Naqî se trouvait à Médine.

## Naissance et décès
Il est né le 15 Zilhaj de l'année 212 de l'hégire à Madinat-o-nabi (Yathrib).
Il est empoisonné par Mu'tazz, le calife abbasside, en 3 Rajab 254 de l'Hégire à Sammarra, en Irak, où il est enterré. Sa tombe est transférée dans le sanctuaire Al-Askari, un des lieux saints de l’Islam chiite, qui renferme aussi celle de son fils Hassan al-Askari, le onzième imam.

## Imamat
Il accède à l'imamat alors qu'il était jeune. La période de son imamat coïncide avec le califat de Mutawakkil, de Ma'mûn, de Mu'tasim, de Wâthiq, de Muntasir, de Musta'in et de Mu'tazz. Il est imam de 220 A.H. à 254 A.H. (34 années).